# Erythrina sandwicensis
Erythrina sandwicensis es una especie de árbol perteneciente a la familia de las fabáceas que es endémica de las Islas Hawái.  Es la única especie de Erythrina que naturalmente se produce allí. Se encuentra normalmente en los bosques tropicales secos en sotavento de la isla hasta una altura de 600 metros.

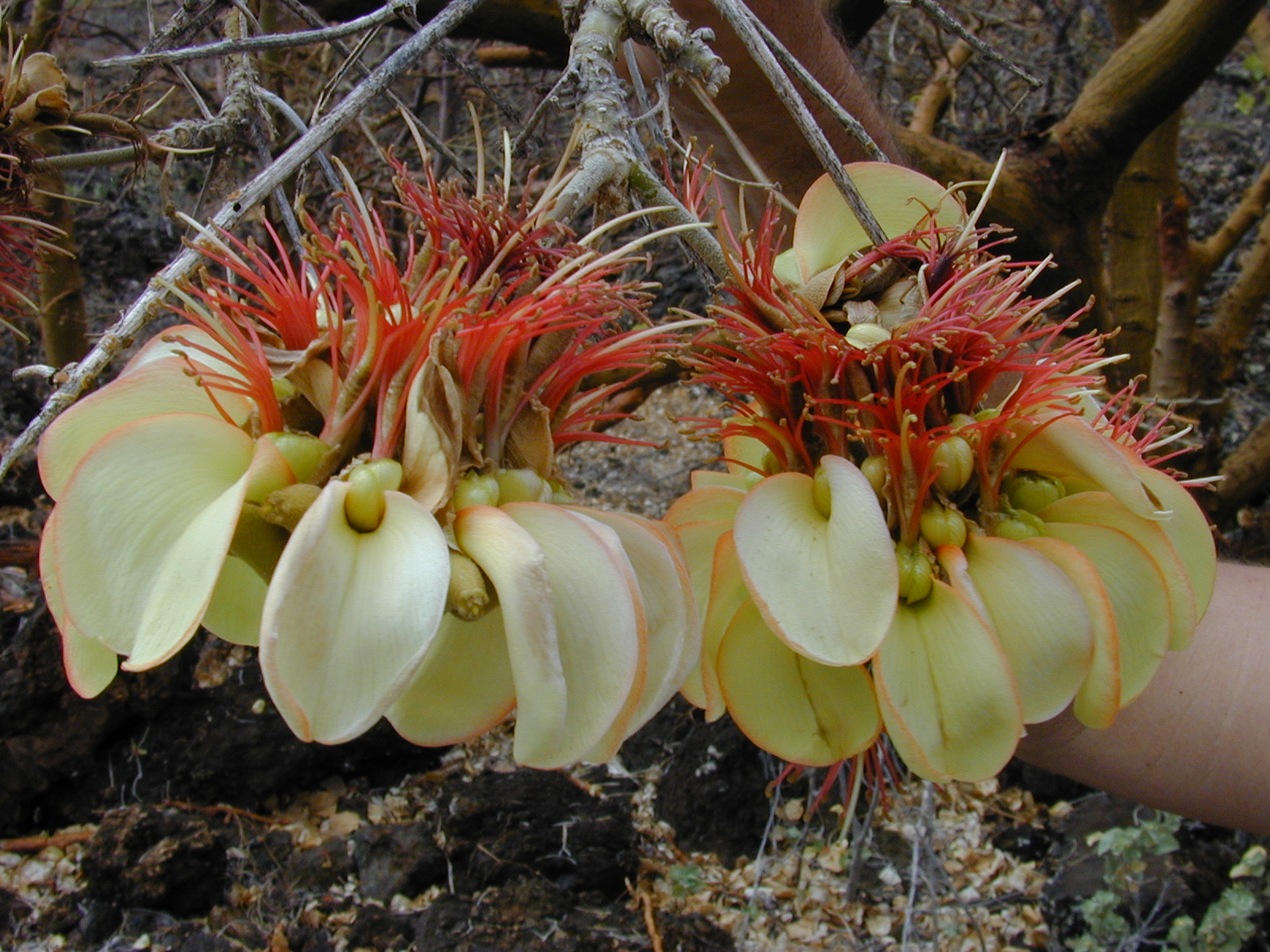
Detalle de las flores

## Descripción
Erythrina sandwicensis alcanza un tamaño de 4.5-9 m de altura con un nudoso y robusto tronco que alcanza 0,3-0,9 m de diámetro. La corteza es lisa, ligeramente fisurada, y cubierta de espinas de color gris o negro de hasta 1 cm de longitud. La corteza en el tronco de los árboles maduros cuenta con un elenco naranja distinto.

## Conservación
Al igual que otras especies indígenas de Hawái, se ve amenazada por la competencia con las especies no nativas que están libres de las enfermedades, parásitos y herbívoros que les limitan en sus originales hábitats.

## Taxonomía
Erythrina sandwicensis fue descrita por Otto Degener y publicado en Fl. Hawaiiensis 169C. 1932.
Etimología
Erythrina: nombre genérico que proviene del griego ερυθρóς (erythros) = "rojo", en referencia al color rojo intenso de las flores de algunas especies representativas.
sandwicensis: epíteto geográfico que alude a su localización en las Islas Sandwich, antiguo nombre del archipiélago de Hawaii (No confundir con el archipiélago de Islas Sándwich del Sur).